# 비타민 E
비타민 E(Vitamin E)는 지용성 비타민의 한 종류이다. 생체막에서 지방질 산화 방지, 적혈구 보호, 세포호흡, 헴 합성 및 혈소판 응집에 관여한다. 비타민 E는 토코페롤과 토코트리에놀을 모두 포함하는 화합물을 의미한다.

## 함유 음식물
식물성 기름, 밀이나 쌀의 씨눈, 우유, 알의 노른자위, 채소의 푸른 잎 따위에 들어 있다.